# Turno de noche
Turno de Noche fue un programa de radio dirigido y presentado por Juan Antonio Cebrián; contó como colaboradores de su plantilla, entre otros, a César Cid, Silvia Casasola y Mar de Tejeda, y entre sus colaboradores asesores tertulianos figuró el parapsicólogo Germán de Argumosa, pionero de las psicofonías españolas, protagonista del espacio "La zona cero" entre 1991 y 1994. La emisión de "Turno de Noche" comenzó en las madrugadas de Onda Cero radio el 16 de septiembre de 1991 y concluyó en 1997 cuando, al abandonar el horario de madrugada, comenzó un programa llamado "La Red" y en la siguiente temporada comenzó La rosa de los vientos.
El símbolo del programa era un murcielaguillo del cual se enviaron cientos de pines a los radio-escuchantes.
De esta temporada es el famoso "maestro sombrita" famoso por su "ola de avistamientos por el norte y por el sur...", y el chiste del "centollo" contado en posteriores temporadas.
Es también de esta temporada la famosa Alerta OVNI (5 de julio de 1997), inspirada en la convocatoria iniciada en 1978 en la Cadena SER por otro maestro de la divulgación del misterio, Antonio José Alés que tuvo pendientes a miles de españoles observando una madrugada de julio los cielos de toda la península e islas.